# Josef Zirenner
Josef Zirenner (n. 6 ianuarie 1915, Carani, județul Timiș, d. 11 iulie 2007, Pforzheim, Germania) a fost un germanist și scriitor de limba germană, originar din România, profesor universitar.

## Biografie
Este fiul profesorului Lorenz Zirenner și al soției acestuia, Anna, născută Holz.
După ce a absolvit Liceul de băieți „Banatia” din Timișoara (1926-1934), a studiat câteva semestre de medicină veterinară, după care a studiat teologia la Leipzig și Frankfurt am Main.
În perioada 1937-1941 a studiat germanistica, estetica și limba greacă la Universitatea din Cluj.
Din 1941 până în 1944 a funcționat ca profesor de limbă germană la Școala Adam Müller-Guttenbrunn din Arad.

În anii 1945-1948 a fost deportat pentru muncă forțată în Uniunea Sovietică.
Întors din lagăr, a fost angajat în perioada 1948-1955 ca director de școală în localitatea Sânandrei, din județul Timiș, în anii 1955-1956 a lucrat în Inspectoratul școlar al județului Timiș, iar în perioada 1956-1959 ca profesor de limba germană la Gimnaziul Pedagogic German din Timișoara.
După ce a luat examenul de admitere, în septembrie 1959, a devenit asistent științific la catedra de germanistică din Timișoara. După ce titularul cursului de istorie a literaturii germane de la Universitatea din Timișoara, dr. Hans Weresch, a fost arestat în 1960, cursul a fost preluat de Eva Marschang și Josef Zirenner. Josef Zirenner a predat până în 1969 cursul de literatură germană în secolele al XIX-lea și al XX-lea.
În decembrie 1969 s-a transferat la secția de limbă germană de la Institutul de perfecționare a cadrelor didactice, unde timp de peste un deceniu a coordonat activitățile vizând profesorii de limba germană, contribuind la organizarea cursurilor de vară pentru cadrele didactice care predau limba germană ca limbă străină sau ca limbă maternă. De aici a ieșit la pensie în anul 1975, după ce profesase ca profesor de limbă germană în grupa de limbă germană ca limbă maternă, împreună cu profesori oaspeți din RFG și RDG.
A publicat cursuri universitare de domeniul literaturii germane și metodica predării.
După pensionare, s-a mutat în Germania împreună cu familia sa. Acolo s-a stabilit întâi la Homburg, apoi la Pforzheim.
Josef Zirenner a decedat in 2007 în Pforzheim.

## Scrieri
- Lesebuch und Sprachlehre für die III. Klasse, București, 1961
- Die deutsche Literatur von 1848 bis 1918, Tipografia Universității din Timișoara, 1973
- Fragen der Methodik des Deutschunterrichts, Timișoara, 1976
- Die deutsche Literatur im Zeitalter der Romantik, (împreună cu Karl Streit), Tipografia Universității din Timișoara.